# ساکورا یوسوزومی
ساکورا یوسوزومی یک  اسکیت‌بردباز ژاپنی است که برنده مدال طلای المپیک ۲۰۲۰ شده‌است.

## حرفه
یوسوزومی اسکیت بورد را در سال ۲۰۱۳ آغاز کرد و تحت تأثیر برادر بزرگترش قرار گرفت تا این ورزش را آغاز کند. در سپتامبر ۲۰۱۷، طبق گزارش‌ها، او روزهای هفته به مدت ۵ ساعت پس از حضور در مدرسه تمرین می‌کرد. او در بازی‌های آسیایی ۲۰۱۸ که در جاکارتا و پالمبانگ اندونزی برگزار شد، در رشته اسکیت برد سه مدال طلا کسب کرد. یکی از سه طلا توسط یوسوزومی در رویداد پارک زنان به دست آمد.